# Тихомолов, Борис Ермилович
Борис Ермилович Тихомолов (28 июня 1913, Баку — 17 декабря 1991, Ташкент) — советский писатель, лётчик 750-го авиационного полка 17-й авиационной дивизии авиации дальнего действия (АДД), гвардии майор, Герой Советского Союза.

## Биография
Родился 28 июня 1913 года в Баку, сирота. Воспитывался в приюте. Был усыновлён семьёй матроса Ермила Тихомолова.
В 1918 году семья покинула Баку и, после скитаний по городам России, поселилась в Ташкенте.
В 1933 году окончил в Балашове 3-ю Объединённую школу пилотов и авиатехников Гражданского Воздушного Флота (ГВФ). Работал лётчиком авиапредприятия ГВФ в Ташкенте. Перевозил воздушным путём пассажиров, грузы, почту. Член ВКП(б)/КПСС с 1939 года.
В Красной Армии с апреля 1942 года. В боях Великой Отечественной войны с апреля 1942 года. Лётчик 750-го авиационного полка (17-я авиационная дивизия, АДД) капитан Борис Тихомолов к августу 1942 года совершил двадцать пять боевых вылетов на бомбардировку военно-промышленных центров и важных объектов в глубоком тылу врага. Наносил ночные бомбовые удары по аэродромам, железнодорожным узлам, эшелонам, скоплениям войск противника в районах Смоленска, Орши, Витебска, Брянска, Харькова, Курска, Воронежа, по промышленным объектам Германии в Берлине и Кёнигсберге.
В декабре 1942 года представлен к награждению званием Героя Советского Союза за успешное выполнение задания по бомбардировке Берлина. Указом Президиума Верховного Совета СССР «О присвоении звания Героя Советского Союза начальствующему составу авиации дальнего действия Красной Армии» от 31 декабря 1942 года за «образцовое выполнение боевых заданий командования на фронте борьбы с немецкими захватчиками и проявленными при этом отвагу и геройство» удостоен звания Героя Советского Союза с вручением ордена Ленина и медали «Золотая Звезда».
С 12 мая по 27 июля 1943 года командир эскадрильи 18 гвардейского авиационного полка дальнего действия.
В ноябре-декабре 1943 года гвардии майор совместно с другими экипажами обслуживал Тегеранскую конференцию глав правительств антигитлеровской коалиции (28 ноября — 1 декабря 1943 года). С июня 1944 года командир эскадрильи 24 гвардейского авиационного полка дальнего действия. 16 апреля 1945 года участвовал в Берлинской операции. Всего за годы войны совершил 212 боевых вылетов.
В 1945 году гвардии майор уволен в запас. Работал лётчиком-инструктором в Главном управлении геодезии и картографии при Совете министров СССР.
Жил в городе Ташкенте. Умер 17 декабря 1991 года. Похоронен в Ташкенте на Аллее Героев Военного кладбища.
Литературная деятельность
Был членом Союза писателей СССР. Первый его рассказ появился в 1950 году. Затем, после пятилетнего перерыва, он возобновил литературную работу — его рассказы, очерки и критические статьи стали появляться в различных газетах и журналах. Первая книжка его рассказов «Сапар-батыр» вышла в Москве, в Детгизе, в 1958 году. В этом небольшом сборнике проявилась писательская «жилка» Б. Е. Тихомолова, его способность лирически и лаконично рисовать суровую природу Средней Азии и мужественных людей-лётчиков. В литературном труде обрёл своё второе жизненное призвание. Он пришёл в литературу не просто как бывалый человек, многое повидавший и поэтому обратившийся к воспоминаниям, а именно как художник, по-своему смотрящий на мир и обладающий умением разговаривать с юным читателем.
В автобиографической трилогии «Романтика неба» описал свой путь к профессии лётчика, начиная с детства и юности, заканчивая годами Великой Отечественной войны.

## Награды
- Герой Советского Союза с вручением ордена Ленина (№ 12172) и медали «Золотая Звезда» (№ 771)[1].
- Награждён орденом Красного Знамени[4], двумя орденами Отечественной войны 1-й степени, медалями.

## Сочинения
- Сквозь ураган [Рассказы]. — Краснодар: Книжное издательство, 1959.
- Кряка [Повесть]. — Москва: Детгиз, 1960.
- Сапар-батыр: Рассказы летчика. — Москва: Детгиз, 1962.
- Жаворонки [Рассказы]. — Москва, 1962.
- Мужество [Рассказы]. — Краснодар: Книжное издательство, 1963.
- В небо [Повесть]. — Краснодар: Книжное издательство, 1968.
- На крыльях АДД [Воспоминания]. — Москва: Воениздат, 1970.
- Небо в огне. — Краснодар: Книжное издательство, 1979.
- Романтика неба. — Ташкент: Издательство литературы и искусства, 1983.
- Кардинальное решение [Сборник очерков и рассказов]. — Нукус: Каракалпакстан, 1985.
- Цена секунды. — Ташкент: Еш гвардия, 1988.